# Chas (Puy-de-Dôme)
 Chas  es una población y comuna francesa, situada en la región de Auvernia, departamento de Puy-de-Dôme, en el distrito de Clermont-Ferrand y cantón de Vertaizon.

## Demografía
| 229 | 215 | 225 | 215 | 268 | 291 |
| Para los censos de 1962 a 1999 la población legal corresponde a la población sin duplicidades (Fuente: INSEE [Consultar]) |     |     |     |     |     |